# 李贤沛
李贤沛（1925年—2006年），又名李铭，男，浙江宁波人，中国工业经济学家，曾任中南财经大学教授、博士生导师。